# لیگ اروپا ۱۰–۲۰۰۹
لیگ اروپا ۱۰–۲۰۰۹، نخستین فصل از لیگ اروپا ، مسابقات فوتبال باشگاهی سطح دوم اروپا بود که توسط یوفا سازماندهی شد، و سی و نهمین دوره به‌طور کلی شامل دوره قبلی آن، جام یوفا بود که با قهرمانی اتلتیکو مادرید به پایان رسید.